# The Mighty Mighty Bosstones
I Mighty Mighty Bosstones, provenienti da Boston, Massachusetts (USA), sono stati un gruppo ska punk (o ska-core), con influenze hardcore punk e third wave of ska. Il gruppo ha inciso diversi album, oltre a extended play e singoli, e ha raggiunto una discreta notorietà mondiale.
Il gruppo ha annunciato lo scioglimento il gennaio 2022.

## Storia del gruppo
La band si forma agli inizi degli anni ottanta sotto l'influenza del movimento musicale britannico 2 tones ska, nonché di band famose del momento come The Clash, AC/DC, Motörhead e Stiff Little Fingers.

Nata dall'incontro tra il bassista Joe Gittleman (che suonava nella band locale Gang Green) ed il cantante Dicky Barrett (anch'egli facente parte originariamente della band locale Impact Unit e, successivamente, Cheap Skates), la band si completa con l'aggiunta di John Timothy Burton (sassofonista), Nate Albert (chitarrista), Josh Dalsimer (batterista) e Tim Bridewell (trombettista).
Nel 1985 la band incide il suo primo brano The Cave all'interno della compilation di vari gruppi ska punk Mash It Up, e nel 1989 pubblica, con l'etichetta discografica indipendente Taang! Records, il suo primo album Devil's Night Out. Sebbene criticato da alcuni fan per il leggero spostamento musicale verso l'hardcore punk il disco ottiene un discreto successo.

All'album fanno seguito la pubblicazione, sempre con la stessa etichetta, di alcuni EP (come, Where'd You Go? contenente diverse cover come Sweet Emotion degli Aerosmith, Enter Sandman dei Metallica e Ain't Talkin di Van Halen) nonché, nel 1991 il loro successivo album  More Noise and Other Disturbances. Il successo di vendite di quest'ultimo lavoro, unitamente all'esplosione dei dissidi con la casa discografica, spingono la band nel 1993 a firmare un contratto con la major Mercury.
Nel 2004 Dicky Barrett è presente ad un concerto tributo ai Ramones per il trentesimo anniversario della fondazione del gruppo (immortalato nel film-documentario Too Tough to Die: a Tribute to Johnny Ramone) insieme a Henry Rollins dei Black Flag, Steve Jones dei Sex Pistols, Brett Gurewitz dei Bad Religion, Tim Armstrong dei Rancid ed altri ancora.

## Formazione
Ultima
- Dicky Barrett – voce
- John Timothy Burton – sassofono
- Joe Gittleman – basso
- Lawrence Katz – chitarra
- Joe Sirois – batteria
- Chris Rhodes – trombone
- Roman Fleysher – sassofono

## Discografia

### Album in studio
- 1989 – Devil's Night Out
- 1992 – More Noise and Other Disturbances
- 1993 – Don't Know How to Party
- 1994 – Question the Answers
- 1997 – Let's Face It
- 2000 – Pay Attention
- 2002 – A Jackknife to a Swan
- 2009 – Pin Points and Gin Joints
- 2011 – The Magic of Youth
- 2018 – While We're at It
- 2021 – When God Was Great

### Album dal vivo
- 1997 – Live from the Pit
- 1998 – Live from the Middle East

### Apparizioni in compilation
- 1997 – M.O.M., Vol. 2: Music for Our Mother Ocean
- 1998 – A Compilation of Warped Music
- 2000 – World Warped III Live
- 2001 – Warped Tour 2001 Tour Compilation
- 2002 – Warped Tour 2002 Tour Compilation